# Троицкое сельское поселение (Тверская область)
Тро́ицкое се́льское поселе́ние — упразднённое в 2013 году муниципальное образование Жарковского района Тверской области.
Троицкое сельское поселение было образовано в 2005 году. Включило в себя часть территории Троицкого сельского округа.
Центр поселения — деревня Троицкое.
Законом Тверской области от 28 марта 2013 года № 19-ЗО Троицкое сельское поселение и Щучейское сельское поселение были преобразованы путём объединения во вновь образованное муниципальное образование Щучейское сельское поселение Жарковского района Тверской области. Центр поселения — деревня Щучье.

## Географические данные
- Общая площадь: 137,5 км²
- Нахождение: центральная часть Жарковского района

Северо-восточная граница поселения проходила по реке Меже. На юге граница проходила по озеру Щучье.

## Население
По переписи 2002 года — 323 человека, на 01.01.2012 — 209 человек.

## Населенные пункты
На территории поселения находятся следующие населённые пункты:
| Тип  | Название   | Население | Население |
| Тип  | Название   | 1996      | 2008      |
| ---- | ---------- | --------- | --------- |
| дер. | Троицкое   | 35        | 31        |
| дер. | Вороны     | 169       | 126       |
| дер. | Гряда      | 11        | 9         |
| дер. | Задорье    | 34        | 13        |
| дер. | Ижорино    | 9         | 4         |
| дер. | Каленидово | 5         | 0         |
| дер. | Морозово   | 7         | 1         |
| дер. | Ордынок    | 34        | 34        |
| дер. | Пригарино  | 6         | 2         |
| дер. | Прусохово  | 20        | 8         |
| дер. | Рысное     | 5         | 0         |
| дер. | Станы      | 43        | 35        |
| дер. | Уплохово   | 56        | 31        |

В 1995 году исключены из учетных данных деревни Абурочное и Пожоги.

## История
В 12-14 веках территория поселения входила в Смоленское великое княжество. С 1404 года находится в составе Великого княжества Литовского, после окончательного присоединении Смоленска к России в 1654 году, в Смоленском воеводстве.
С XVIII века территория поселения относилась:
- в 1708—1719 к Смоленской губернии
- в 1719—1726 к Смоленской провинции Рижской губернии
- в 1726—1776 к Смоленской губернии
- в 1776—1796 к Смоленскому наместничеству
- в 1796—1918 к Смоленской губернии, Поречский уезд
- в 1918—1927 к Смоленской губернии, Демидовский уезд
- в 1927—1929 к Смоленской губернии, Ярцевский уезд
- в 1929—1937 к Западной области
- в 1937—1944 к Смоленской области, Ильинский район
- в 1944—1945 к Великолукской области, Ильинский район
- в 1945—1957 к Великолукской области, Жарковский район
- в 1957—1960 к Калининской области, Жарковский район
- в 1960—1963 к Калининской области, Октябрьский район
- в 1963—1965 к Калининской области, Западнодвинский район
- в 1965—1973 к Калининской области, Нелидовский район
- в 1973—1990 к Калининской области, Жарковский район
- в 1990—2013 к Тверской области, Жарковский район.